# Starwings Basket Regio Basel
Gli Starwings Basket Regio Basel sono una squadra svizzera di Pallacanestro di Birsfelden, un sobborgo di Basilea.

## Storia
Gli Starwings nascono dalla fusione tra il CVJM Birsfelden e il BC Arlesheim, avvenuta nel 2002. Promossi in LNBA nel 2005 sono l'unica squadra professionista della svizzera tedesca.

## Roster 2023-24
| Starwings Basket Regio Basel 2023-24 | Starwings Basket Regio Basel 2023-24 |
| Giocatori                            | Staff tecnico                        |
| ------------------------------------ | ------------------------------------ |

| N. | Naz.                                       | Ruolo | Nome                                    | Anno | Alt.   | Peso |  |
| -- | ------------------------------------------ | ----- | --------------------------------------- | ---- | ------ | ---- |  |
| 0  | Stati Uniti (bandiera)                     | P     | Anders Nelson                           | 1999 | 182 cm |      |  |
| 2  | Stati Uniti (bandiera)                     | G     | Unique McLean fino al 21 novembre 2023  | 1997 | 188 cm |      |  |
| 5  | Stati Uniti (bandiera)                     | G     | Chris Harris dal 7 dicembre 2023        | 1998 | 190 cm |      |  |
| 11 | Svizzera (bandiera)                        | A     | Jérôme Domingos                         | 1997 | 198 cm |      |  |
| 12 | Svizzera (bandiera)                        | G     | Dennis Fasnacht                         | 2002 | 180 cm |      |  |
| 19 | Svizzera (bandiera)                        | GA    | Zaïd Weibel                             | 2001 | 190 cm |      |  |
| 21 | Svizzera (bandiera) · Serbia (bandiera)    | GA    | Vid Milenković (C)                      | 1995 | 196 cm |      |  |
| 22 | Francia (bandiera)                         | GA    | Joann Puzenat                           | 2002 | 196 cm |      |  |
| 24 | Svizzera (bandiera) · Danimarca (bandiera) | GA    | Janis Pausa                             | 2002 | 194 cm |      |  |
| 27 | Ucraina (bandiera)                         | PG    | Platon Pashkevych                       | 2004 | 197 cm |      |  |
| 31 | Svizzera (bandiera)                        | AC    | Ilija Vranic fino al 26 dicembre 2023   | 1997 | 201 cm |      |  |
| 38 | Svizzera (bandiera)                        | GA    | Vincent Walter                          | 2005 | 194 cm |      |  |
| 44 | Portogallo (bandiera)                      | A     | Kevin Monteiro fino al 26 dicembre 2023 | 1994 | 198 cm |      |  |
| 56 | Francia (bandiera)                         | AC    | Matt Gamberoni                          | 1991 | 208 cm |      |  |
| 57 | Canada (bandiera)                          | C     | Christian Rohlehr                       | 1997 | 209 cm |      |  |
| -  | Svizzera (bandiera)                        | AC    | Jeyvi Miavivululu dal 12 gennaio 2024   | 1990 | 201 cm |      |  |

| Allenatore                                                           |
| - Pascal Heinrichs                                                   |
| Assistente/i                                                         |
| - Peter Raizner Legenda - (C) Capitano - (IN) Inattivo - Infortunato |

## Palmarès
- Coppe svizzere: 1

2009-10

## Cestisti
- Petar Babić
- Tony Brown
- Murphy Burnatowski
- Jaraun Burrows
- Nemanja Ćalasan
- Nenad Delić
- Vernard Hollins
- Chris Jones
- A.J. Pacher
- DeVonte Upson
- Rokas Ūzas

## Allenatori
- 2002-2003:  Roland Pavloski
- 2004-2009:  Pascal Donati
- 2009-2010:  Patrick Koller
- 2010-2012:   Danijel Erić
- 2012-2013:  Roland Pavloski
- 2013:  Pascal Donati
- 2013:  Marko Simić
- 2013-2014:  Viktor Mettler
- 2014-2018:  Roland Pavloski
- 2018-2019:  Pascal Donati
- 2019-2022:  Dragan Andrejević
- 2022-2023:  Antonios Doukas
- 2023-2024:  Pascal Heinrichs
- 2024-2025:  Alain Attalah
- 2025-:  Pascal Donati